# Gordon Gray (Politiker)

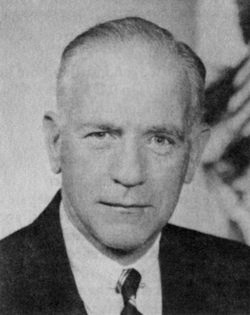
Gordon Gray

Gordon Gray (* 30. Mai 1909 in Baltimore, Maryland; † 26. November 1982 in Washington D.C.) war ein Amtsträger in der Regierung der Vereinigten Staaten. Gray war während der Präsidentschaften von Harry S. Truman (1945–53) und Dwight D. Eisenhower (1953–61) unter anderem Secretary of the Army und Nationaler Sicherheitsberater.

## Werdegang
Gordon Gray war der Sohn von Bowman Gray, Sr. und Nathalie Lyons Gray. 1938 heiratete er Jane Boyden Craige, seine erste Ehefrau, mit der er vier Söhne hatte: Gordon Gray, Jr., Burton Gray, Clayland Boyden Gray und Bernard Gray. Nach ihrem Tod heiratete Gray Nancy Maguire Beebe. Sein Vater und sein größerer Bruder Bowman Gray, Jr. waren Vorsitzende der R.J. Reynolds Tobacco Company.
Gray promovierte 1930 an der University of North Carolina, wo er ein Mitglied der Bruderschaft Delta Kappa Epsilon war. Im Zweiten Weltkrieg diente er in der Army, zuletzt als Hauptmann im Hauptquartier der 12th Army Group in Europa. Im Jahr 1949 verlieh ihm die Universität einen ehrenamtlichen Grad der Rechtswissenschaften. Zwischen 1950 und 1955 waltete Gray als Präsident der University of North Carolina.
Öffentlich in Erscheinung trat Gray zunächst als Anwalt. Später wurde er in den Senat von North Carolina gewählt. Seinen Dienst in der Bundesregierung trat er 1947 an, nachdem er von Präsident Harry S. Truman zum Assistant Secretary of the Army ernannt worden war. Zwei Jahre später wurde Gray kurzzeitig Under Secretary of the Army und schließlich im gleichen Jahr Secretary of the Army. Dieses Amt bekleidete er bis 1950. Als dann das Psychological Strategy Board gegründet wurde, welches die psychologischen Operationen der Regierung plante und koordinierte, wurde Grey dessen erster Direktor. Er verblieb in dieser Position bis Mai 1952. Von 1955 bis 1957 diente Gray als Assistant Secretary of Defense für internationale Sicherheitsangelegenheiten, anschließend als Direktor des Office of Defense Mobilization. 1958 ernannte ihn Präsident Dwight D. Eisenhower zum Nationalen Sicherheitsberater, einem Amt, das er bis 1961 innehatte. In diesem Jahr wurde er mit der Presidential Medal of Freedom ausgezeichnet. Unter den Präsidenten Kennedy, Johnson, Nixon und Ford gehörte Gray überdies dem President's Foreign Intelligence Advisory Board an. 1976 wurde ihm der Sylvanus Thayer Award verliehen.
Gray war auch Herausgeber des Winston-Salem Journal und Vorstandsvorsitzender mehrerer Medienunternehmen sowie des National Trust für Denkmalpflege.
Sein Sohn Clayland Boyden diente im Weißen Haus unter Präsident George Bush. Sein Neffe Lyons Gray war Finanzvorstand (chief financial officer) der US-Umweltschutzbehörde.
Angeblich war Gordon Gray ein Mitglied des UFO-Geheimkomitees, besser bekannt als Majestic 12.

## Gray als literarische Figur
Heinar Kipphardt setzte 1964 Gray als Figur in seinem teilweise dokumentarischen Theaterstück In der Sache J. Robert Oppenheimer ein.

## Weblink
- Former Secretary of the Army Gordon Gray, aus: Secretaries of War and Secretaries of the Army, 1992 (auf history.army.mil).